# Góra Zyndrama

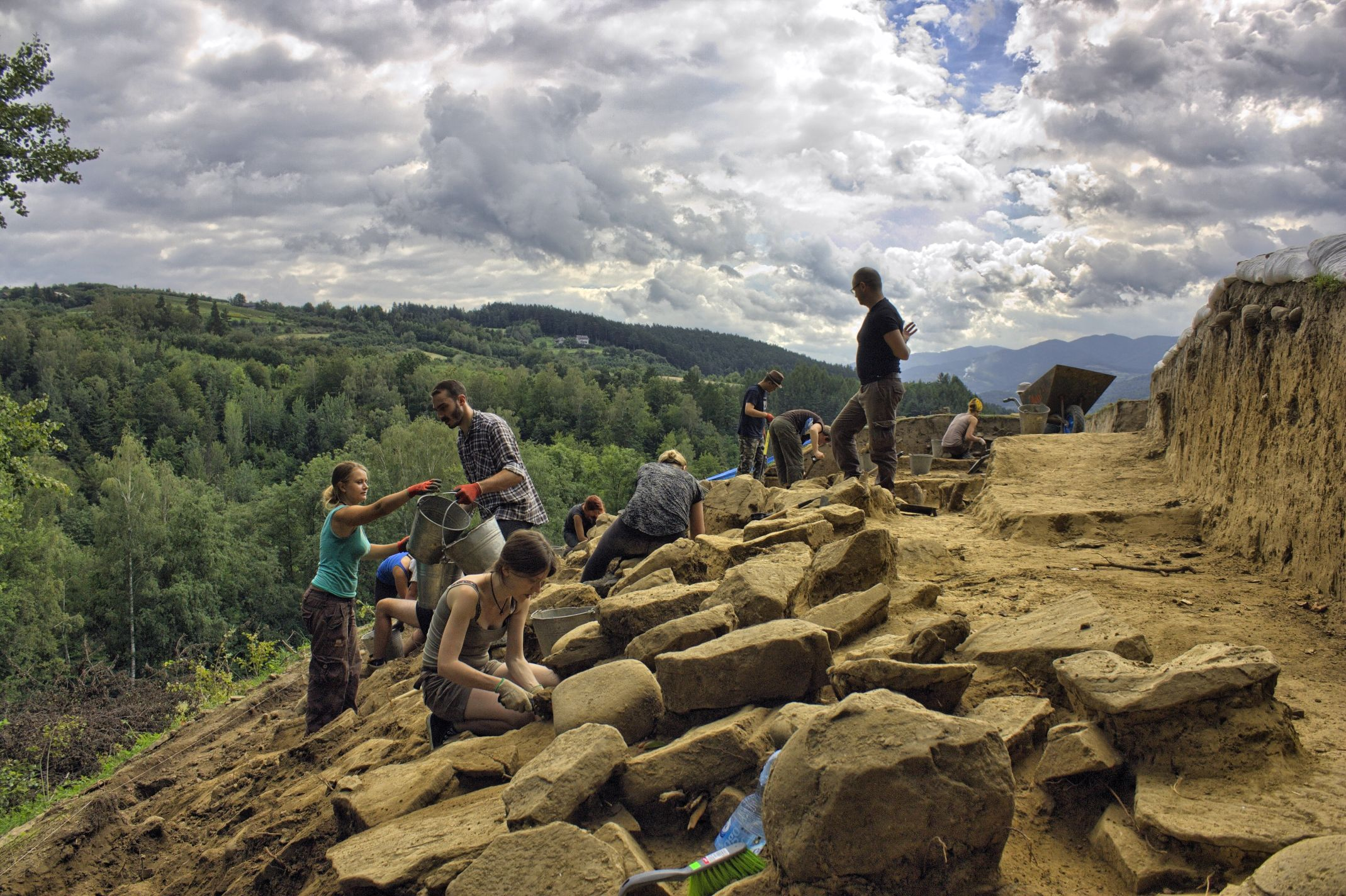
Ausgrabung am Hügel

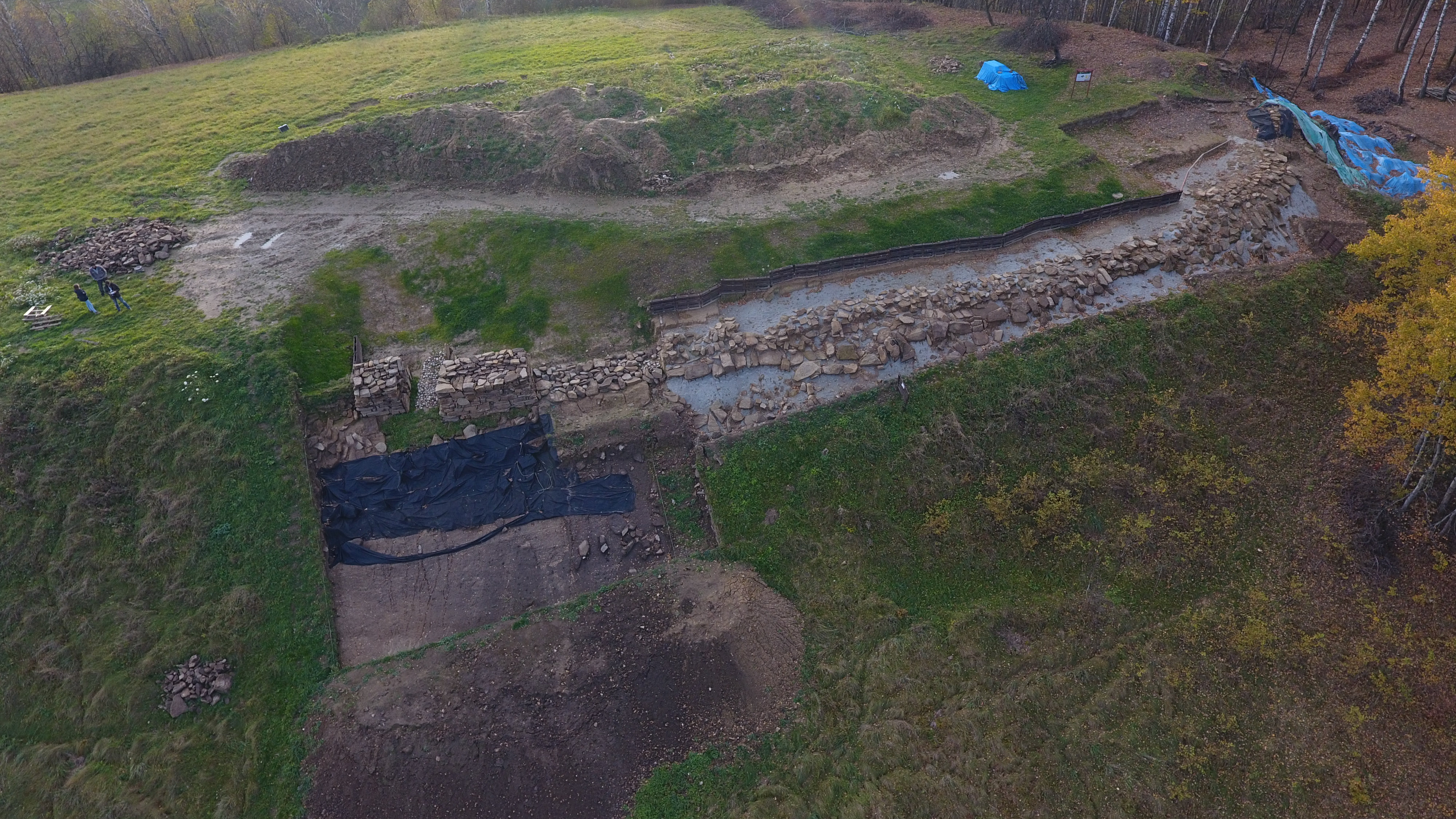
Ausgrabung des Hügels

Góra Zyndrama (deutsch „Zyndram-Hügel“, siehe Jan Zyndram von Maszkowice) in Maszkowice bei Łącko in Südpolen ist seit Anfang des 20. Jahrhunderts als archäologische Stätte bekannt. Erste Ausgrabungen erfolgten zwischen 1959 und 1975, wobei eine gut erhaltene Siedlung entdeckt wurde, die von etwa 1000 bis 50 v. Chr. bewohnt wurde. Ab 2010 wurden bisher nicht untersuchte Flächen ausgegraben. Die Feldarbeit zeigte, dass unter der Siedlung eine frühere in die Frühe Bronzezeit zu datierende bestand. 
Diese Siedlung wurde nicht von der angestammten Bevölkerung bewohnt, die seit der Jungsteinzeit Kleinpolen besiedelte, sondern von einer relativ kleinen Gruppe von 150–200 „Kolonisten“, aus dem Theiß-Becken in Ungarn. Mehrere Standorte der so genannten Otomani- oder Füzesabony-Kultur, darunter die befestigte Siedlung Trzcinica in der Nähe von Jasło (als Troja des Nordes oder als Karpatentroja – poln. Karpacka Troja bekannt) waren aus dem polnischen Karpatenraum und den benachbarten Regionen in der Slowakei und Ungarn bekannt (Gräberfelder von Gelej, Hernádkak, Pusztaszikszó, Streda nad Bodrogom, Megyaszó, Füzesabony, Tiszapalkonya, Tiszafüred und Nižná Myšl'a). Analysen des Totenrituals und der Sozialstruktur lassen etwa am Ende der ungarischen Mittelbronzezeit einen Bruch in der Entwicklung dieser Kultur erkennen. Offensichtlichstes Anzeichen dafür ist das verstärkte Vorkommen der Brandbestattung.
Die neuen Siedler nivellierten den Hügel durch die Schaffung eines Plateaus von etwa 5000 m² (etwa 70 × 70 m). Die überwiegende Menge der Erde dieser Nivellierung wurde verwendet, um auf den sanften östlichen und nördlichen Hängen eine Terrasse anzuschütten, die den ebenen Bereich der Siedlung vergrößerte. Diese Konstruktion wurde von einer Trockenmauer aus großen Sandsteinblöcken mit Lehmverputz verstärkt. Geomagnetische Analysen ergaben, dass die 120–140 Meter lange Mauer die Siedlung im Osten und Norden umgab. Sie wirkte als bis zu 3,0 m hohe Stützwand und Verteidigungsanlage.
Dieser Aspekt der Siedlung macht sie für die Forscher besonders interessant, da es in Mitteleuropa weniger als 20 Standorte eines so frühen Zeitpunkts gibt, die intakte Befestigungsanlagen aus Stein besitzen. Während der Frühbronzezeit war die Verwendung von Stein als Baumaterial typisch für die mediterrane Welt, während Wälle in den gemäßigten Zonen Europas bis zum Frühmittelalter aus Holz und Erde gebaut wurden.
Der Schwerpunkt der Grabungskampagne lag 2015 auf der Untersuchung der Terrasse, wo man auf etwas völlig Unerwartetes stieß. Nach dem Entfernen der Rückstände der Stützmauer auf der Gefälleseite fand man die Außenfläche einer massiven Wand aus eng liegenden Sandsteinblöcken von 70 cm bis 100 cm Länge. Statt der unregelmäßigen Blöcke, die die Innenfläche bildeten, enthielt die Außenfläche der Mauer viele aus groben Sechsecken gebildete, noch fest verbundene und in situ erhaltene Mauerverbände mit einer Höhe von bis zu 1,0 m. Unter Berücksichtigung der Terrassenhöhe und der Anzahl der Sandsteinblöcke, die von der Wand gefallen waren, ist es logisch anzunehmen, dass die ursprüngliche Mauer etwa 3,0 m Höhe erreichte. Darüber hinaus wurden die Überreste eines Tores entdeckt, bestehend aus einem 1,3 m breiten Durchgang. Die Monumentalität der zwischen 1750 und 1690 v. Chr. datierten Steinarchitektur macht die Befestigung zum ältesten Beispiel einer Steinmauer in Polen. 
Bronzezeitliche Befestigungen tauchten am Übergang von der Altbronzezeit zur Hügelgräberbronzezeit um die Mitte des 16. Jahrhunderts v. Chr. in Mitteleuropas auf. In den folgenden Jahrhunderten verdichteten sie sich zu bestimmten Zeiten zu Burgenhorizonten, wobei jede Zeit ihre Eigenheiten aufweist. Die frühen Befestigungen sind mit höchstens 3 ha relativ klein. Im Osten und Südwesten der Slowakei konnten ihre schon zu dieser Zeit vielschichtigen Funktionen als Herrschafts- und Kultzentren, aber auch als auf besondere Handwerkszweige wie Töpferei oder Knochenverarbeitung spezialisierte Siedlungen nachgewiesen werden. Vielfach ergeben sich Hinweise auf eine ortsfeste Metallverarbeitung, hier wurden die ersten echten Bronzen erzeugt. Daneben hinterließ das Goldschmiedehandwerk kunstvolle Arbeiten. Die von der Otomani-Kultur in Westrumänien (bei Großwardein, rumänisch Oradea), Mad'arovce in der Südwestslowakei und Věteřov in Mähren ausgehende kulturelle Ausstrahlung trug das Befestigungswesen auch nach Böhmen, Süd- und Mitteldeutschland sowie in die Schweiz. Als Beispiele seien der Runde Berg bei Bad Urach, die Heuneburg bei Hundersingen und die Höhensiedlung »Waldi« in Toos im Kanton Thurgau genannt.